# Proclitus bicolor
Proclitus bicolor là một loài tò vò trong họ Ichneumonidae.